# Ким, Евгений Иванович
Евгений Иванович Ким (до 1978 года — Ким Ен Чер; 27 февраля 1932 — 12 ноября 1998) — советский разведчик, сотрудник Управления «С» Первого главного управления Комитета государственной безопасности СССР, полковник. Герой Советского Союза (1987). В качестве разведчика-нелегала работал в 1966—1989 годах, добывая сведения по приоритетной проблематике.

## Биография

### Происхождение и ранние годы
Родился 27 февраля 1932 года в городе Кочхан (нынешняя провинция Кёнсан-Намдо, Республика Корея) в крестьянской семье. Кореец по национальности. При рождении получил имя Ким Ен Чер. Он был седьмым и младшим ребёнком в семье: у него были сестра и пятеро старших братьев, второго ребёнка в семье звали Ким Ен Ток (1921—1984). Отец рано умер, и детей в одиночку воспитывала мать. В 1942 году семья перебралась на остров Сахалин, в посёлок Торо (в 1947 году переименован в Шахтёрск).
Ким окончил семь классов школы и ушёл работать техником, занимаясь при этом вечерами самостоятельно. Вскоре его вернули в школу, приняв в девятый класс: в школе его тянуло к гуманитарным наукам. В 1953 году Ким получил советское гражданство и вступил в комсомол. Как отличник-активист, он был направлен в Центральную комсомольскую школу в Москве, однако затем перебрался в Ленинград, где поступил на факультет восточных языков Ленинградского государственного университета им. А. А. Жданова при конкурсе 22 человека на место. Он окончил его в 1960 году по специальности «Японская филология» с отличием. Параллельно он подрабатывал переводчиком в институте зоологии, поступил на заочное отделение биологического факультета и тоже окончил его с отличием. В 1957 году он работал переводчиком на Всемирном фестивале молодёжи и студентов. Ему позже предлагали поступить в аспирантуру восточного факультета ЛГУ.

### Разведывательная деятельность
Ким был зачислен в особый резерв Первого главного управления КГБ СССР в 1960 году, а на оперативной работе в разведке находился с 1962 года. В ходе подготовительных курсов он занимался в день по 12—14 часов. Владел японским, корейским, английским и испанским языками: испанский он изучил за время подготовительных курсов, прожив два года в одной из испаноязычных стран для полного совершенствования.
В 1966 году в качестве разведчика-нелегала Ким начал работать в стране со сложной агентурно-оперативной обстановкой и тяжёлым полицейским режимом, находившейся в Азии: он был высажен в порту этой страны, прибыв туда на советском торговом судне. Распространена легенда, что Ким начал свою работу, явившись в далёкую азиатскую деревню в рваной одежде, которая была припрятана на скалистом берегу моря. В стране, где осуществлялась разведывательная деятельность, Ким проявил себя опытным работником, отличавшимся высоким профессионализмом, широким кругозором, хорошими аналитическими и организаторскими способностями. Он успешно руководил созданной при его непосредственном участии автономной нелегальной резидентурой, имел на связи несколько источников ценной документальной информации, а также добывал сведения по приоритетной проблематике, получившие высокую оценку и реализованные по высшей разметке.
С самого начала предполагалось, что командировка Кима будет крайне небольшой по сроку, однако поскольку его работа оказалась крайне успешной, командировку продлили до 10 лет. В 1978 году Ким официально сменил в паспорте имя на Евгений Иванович Ким. Всего он проработал 23 года за границей. В ходе своей работы он однажды столкнулся буквально лицом к лицу с бывшим начальником КГБ СССР Александром Шелепиным и его переводчиком, сокурсником Кима по ЛГУ: только по стечению обстоятельств провала и разоблачения Кима не состоялось. Ему неоднократно предлагали вернуться в СССР, однако Ким настоятельно отказывался, поскольку фактически был единственным высококлассным разведчиком-нелегалом, адаптировавшимся к местным условиям. От возвращения он отказался даже после того, как ему сообщили о подрывной деятельности двойного агента Олега Гордиевского.
Указом Верховного Совета СССР от 21 декабря 1987 года за «мужество и героизм, проявленные при выполнении служебного долга» полковник Евгений Ким был удостоен высокого звания Героя Советского Союза с вручением ордена Ленина за номером 459801 и медали «Золотая Звезда» за номером 11562. Помимо этого, был награждён орденами Красной Звезды, Красного Знамени, «За заслуги перед Отечеством» IV степени, медалью «За отвагу», нагрудными знаками «Почётный сотрудник госбезопасности» и «За службу в разведке», а также другими ведомственными знаками и медалями.

### Возвращение в СССР и последние годы жизни

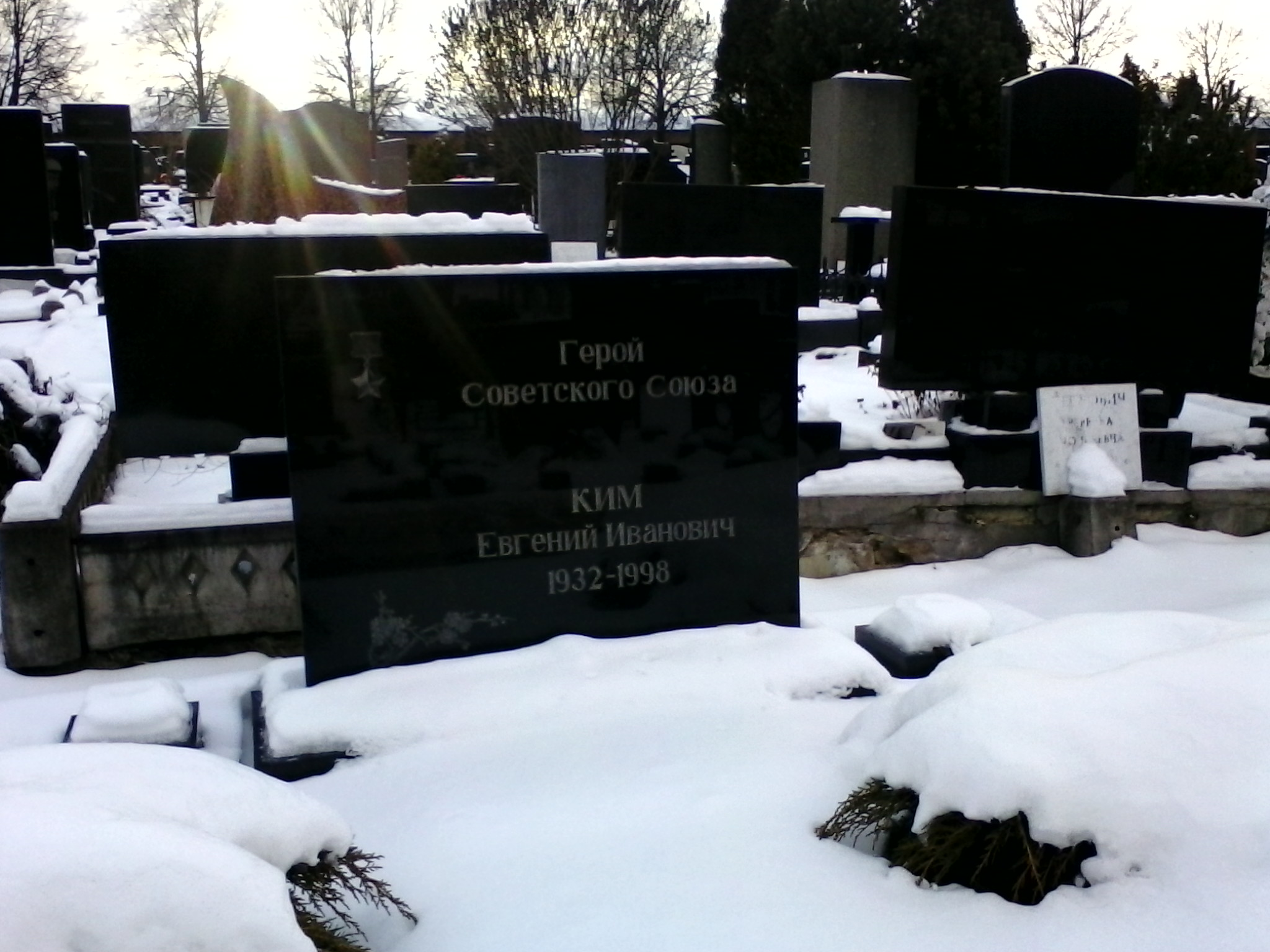
Могила Кима на Троекуровском кладбище Москвы

В 1989 году Ким закончил работу за границей и вернулся в СССР, продолжив свою деятельность в центральном аппарате КГБ СССР. Последние годы нелегальной работы для него складывались трудно: со слов руководителя управления «С» Первого главного управления КГБ СССР Юрия Дроздова, Ким был на грани серьёзной опасности, которой избежал только благодаря своевременному сообщению от Центра. Сам разведчик очень тяжело переживал распад СССР, но при этом взял на себя ответственность обучать будущих российских разведчиков.
12 ноября 1998 года Евгений Иванович Ким погиб в Москве, попав под колёса автомобиля. Он похоронен на Троекуровском кладбище Москвы с воинскими почестями. На похоронах присутствовали девять представителей корейской общины Москвы, похороны прошли за государственный счёт. Поминки по Киму прошли в здании Службы внешней разведки при участии его родственников и высокопоставленных сотрудников Службы внешней разведки.
Официально имя Евгения Ивановича Кима как разведчика-нелегала и имена ещё шестерых разведчиков-нелегалов были обнародованы 28 января 2020 года директором Службы внешней разведки Сергеем Нарышкиным на пресс-конференции в МИА «Россия сегодня» по случаю 100-летия Службы внешней разведки.
9 сентября 2023 года в Южно-Сахалинске был открыт бюст Евгению Ивановичу Киму, на церемонии открытия присутствовал племянник разведчика Ким Ген Су.

## Личная жизнь
Евгений Иванович Ким был женат: его жену начали готовить спустя некоторое время после отъезда Кима в командировку, однако женщине очень тяжело давались иностранные языки, и в итоге ей не довелось заниматься разведкой. Долгое отсутствие мужа сказалось на отношениях в семье: даже рождение сына не помогло укрепить семью. Сыну мать говорила, что долгое отсутствие отца связано с тем, что он служил засекреченным испытателем космической техники: мальчик лишь считанные разы видел своего отца, причём на одной из встреч Евгений Иванович даже показал сыну свои награды.
Вскоре в семье Кимов случилась трагедия: сын погиб, утонув во время купания в пионерлагере. Разведчик сумел выбраться на родину только на день, чтобы посетить похороны сына, а затем сразу же вернулся на место службы. В своих воспоминаниях он рассказывал, что не сразу поверил в реальность того, что ему сообщили, и долго не мог смириться со случившимся. В какой-то момент он даже сел за руль автомобиля и помчался по скоростной дороге на огромной скорости в город, куда он ездил только два-три раза в год на скоростном поезде, а приехав, даже не сразу понял, где очутился и зачем. Считается, что гибель сына окончательно привела к разводу Кима с супругой.
За время своей деятельности разведчика-нелегала Ким лишь считанные разы виделся со своей семьёй. Сам Ким в своих воспоминаниях рассказывал, что его мать умерла, когда он был в командировке, и в один из отпусков (спустя немного времени после получения Звезды Героя Советского Союза) он посетил кладбище, где она была похоронена. У Кима при этом были внуки. В самой стране, где осуществлялась разведывательная деятельность, Ким познакомился с местной жительницей: сообщив об этом в Центр, он изучил свою знакомую, завербовал и, получив разрешение, официально женился на ней. Он обучил её некоторым приёмам, и женщина стала работать радисткой-шифровальщицей, помогая Киму.
Ким проживал в Москве в квартире, где позже проживал другой советский разведчик, Герой Российской Федерации Юрий Анатольевич Шевченко. Занимался борьбой самбо, лыжным спортом и плаванием. Однако в течение своей агентурной работы Ким много раз болел, а его зрение серьёзно ослабло.

## Звания и награды
- Герой Советского Союза (21 декабря 1987)[1]
- Орден Ленина (21 декабря 1987)[1]
- Орден Красного Знамени (5 сентября 1980)[1]
- Орден Красной Звезды[1][2]
- Орден «За заслуги перед Отечеством» IV степени[1][2]
- Медаль «За отвагу»[1][2]
- Нагрудный знак «Почётный сотрудник госбезопасности»[1][2]
- Нагрудный знак «За службу в разведке»[1][2]
- другие ведомственные знаки и медали[1][2]:
  - Медаль «В ознаменование 100-летия со дня рождения Владимира Ильича Ленина»[4]
  - Медаль «Ветеран Вооружённых Сил СССР»[4]
  - Медаль «В память 850-летия Москвы»[4]
  - Медаль «60 лет Вооружённых Сил СССР»[4]
  - Медаль «70 лет Вооружённых Сил СССР»[4]
  - Медаль «За безупречную службу» I, II и III степеней[4]
- подарочный кортик[4]

## Комментарии
1. ↑  Долгое время встречались утверждения, что местом рождения является город Новая Бухара в Узбекской ССР (ныне город Каган в Бухарской области Республики Узбекистан)[5], однако эта версия опровергается тем фактом, что депортация корейцев с Дальнего Востока в Узбекскую ССР произошла только в 1937 году[5][6].
2. ↑  «Реализация по высшей разметке» означала, что добытые разведчиком сведения поступали на стол непосредственно высшему руководству страны[8][10].
3. ↑  В то же время примерное описание биографии Кима упоминалось ещё в 2017 году в газете «Аргументы и факты»[5], где он был выведен как «разведчик-нелегал Икс»[12]. По мнению авторов сайта «Корё саран» за 2017 год, ссылавшихся на одного из родственников Кима, в этом тексте действительно передавались факты подлинной биографии разведчика[5].